# Reserva Ecológica Limones-Tuabaquey
Koordinaten: 21° 35′ 4″ N, 77° 58′ 20″ W
Die Reserva Ecológica Limones-Tuabaquey (span. für Ökologisches Reservat Limones-Tuabaquey) ist ein im Jahre 2009 geschaffener Nationalpark ökologischer Ausrichtung im Municipio Sierra de Cubitas der kubanischen Provinz Camagüey. Neben dem Schutz seltener Pflanzen- und Tierarten soll er auch als touristischer Anziehungspunkt der Region dienen.

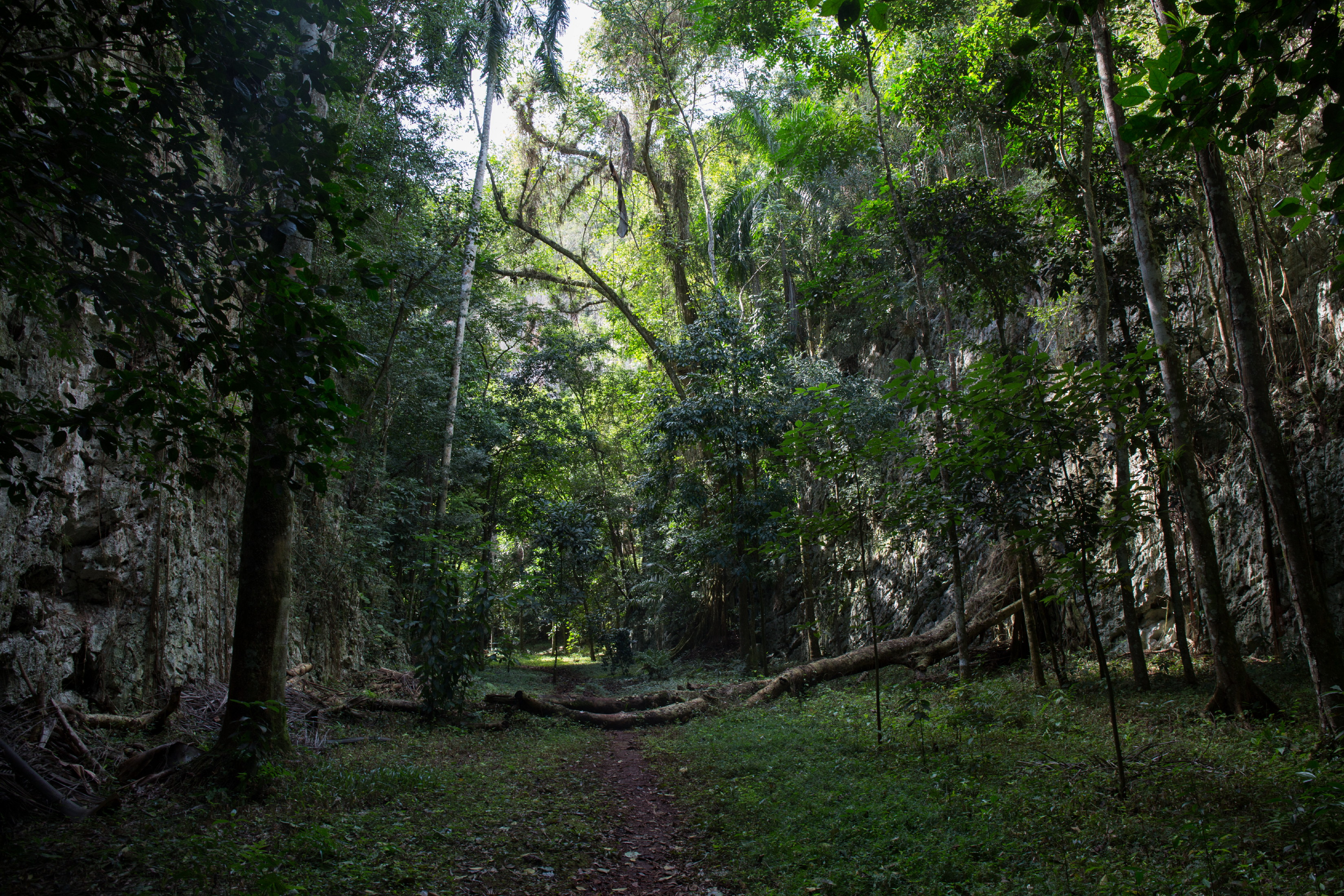
Zugang durch die Schlucht

Der Nationalpark befindet sich im Zentrum der Insel, etwa 25 Kilometer (Luftlinie) nordwestlich der Stadt Camagüey. Er umfasst in der Fläche fast 2000 Hektar und beheimatet eine reichhaltige Flora und Fauna. In enger Zusammenarbeit mit der wissenschaftlichen Abteilung des Field Museum of Natural History in Chicago werden die Artenvielfalt und die Umweltbedingungen im Nationalpark als Langzeitstudie untersucht. Hier wachsen über 600 Pflanzenarten darunter dutzende verschiedene Orchideen. Weitere Attraktionen stellen Wandmalereien in den im Park gelegenen Höhlen dar.
Auf dem Gebiet dies Nationalparks befindet sich die Doline Hoyo de Bonet, wo beispielsweise einzigartige Spinnenarten zu finden sind, die man bisher ausschließlich aus Kuba oder Brasilien kennt.